# كارول آدامز
كارول آدامز (بالإنجليزية: Carol Adams)‏ هي ممثلة أمريكية، ولدت في 15 مارس 1918 بهوليوود في الولايات المتحدة، وتوفيت في 9 أبريل 2012 بلوس أنجلوس في الولايات المتحدة.

## وصلات خارجية
- كارول آدامز على موقع IMDb (الإنجليزية)
- كارول آدامز على موقع أول موفي (الإنجليزية)
- كارول آدامز على موقع قاعدة بيانات الفيلم (الإنجليزية)